# Carl Henrik von Platen
Carl Henrik Gustafsson von Platen, född den 14 december 1913 i Malmö, död den 21 maj 1995 i Genève, var en svensk friherre och diplomat. Han var son till Gösta von Platen och måg till Axel Axelsson Johnson.
von Platen blev friherre vid faderns död 1929. Efter att ha blivit filosofie kandidat och politices magister blev han attaché vid Utrikesdepartementet 1939. Som sådan tjänstgjorde von Platen i Moskva 1940, Rom 1941 och Ankara 1943, varefter han blev förste sekreterare vid Utrikesdepartementet 1947, med tjänstgöring i Washington 1948–1953. von Platen var byråchef vid Utrikesdepartementet 1954–1959, envoyé och chef för Sveriges ständiga representation vid Förenta Nationernas Europakontor i Genève 1959–1963, fick ambassadörs ställning 1960, tjänstgjorde vid svenska nedrustningsdelegationen i Genève 1962, var chef för Sveriges delegation vid Organisationen för ekonomiskt samarbete och utveckling i Paris 1964–1972, ordförande i denna organisations industrikommission 1967–1972 och ständigt ombud vid Förenta nationernas organisation för utbildning, vetenskap och kultur 1965–1972. Han blev svenskt sändebud i disponibilitet 1972. von Platen var ordförande eller ledamot i flera bolagsstyrelser. Han publicerade Diplomati och politik (1966), The Uneasy Truce (1983) och Strängt förtroligt (1986) samt uppsatser i ekonomiska och handelspolitiska ämnen.